# أرتيميوس أناستاسيوس الثاني
أناستاسيوس (باليونانية: Ἀρτέμιος Ἀναστάσιος Β)، المعروف بـأناستاسيوس الثاني أو أناستاسياس الثاني (توفي 719)، كان إمبراطورا بيزنطيا من 713م-715م.

## حياته وحكمه
أناستاسيوس. كان اسمه في الأصل ارتيميوس وكان قد شغل منصب بيروقراطي ووزير امبراطوري.

بعد ان قام الجيش الاوبسيكياني الروماني في تراقيا باسقاط الإمبراطور فيليبيكوس باردانيس، تم تعيين ارتيميوس كامبراطور. اختار ارتيميوس اسم أناستاسيوس كاسمه الامبراطوري. بعد فترة وجيزة من توليه الحكم، فرض الإمبراطور أناستاسيوس الثاني الانضباط على الجيش وأعدم الضباط الذين شاركوا مباشرة في مؤامرة ضد فيليبيكوس باردانيس.

## خطر الاجتياح الأموي
غزوات الخلافة الأموية هددت الإمبراطورية برا وبحرا (وصلت الغارات إلى غلاطية في 714م)، فحاول أناستاسيوس استعادة السلام بالوسائل الدبلوماسية.
و بعد أن ارسل رسله فشلت المصالحات في دمشق، فتعهد بترميم جدران القسطنطينية وإعادة بناء الأسطول الروماني. ومع ذلك، أعطى وفاة الخليفة الوليد بن عبد الملك عام 715م أناستاسيوس فرصة لقلب الطاولة على الدولة الأموية. وأرسل جيشا بقيادة ليو الإيساوري، لغزو سوريا، وكانت أوامر الأمبراطور بتركيز أسطوله على رودس وذلك ليس فقط لمقاومة اقتراب الأمويين بل لتدمير مخازن البحرية الخاصة بهم.

## خلعه من العرش
قامت قوات ثيمة اوبسيكيون مرة أخرى بامتعاض تدابير صارمة ضد الإمبراطور، فقامت بالتمرد وقتل الأدميرال جون، وأعلنوا عن ثيودوسيوس الثالث كإمبراطور (ثيودوسيوس)، وهو كان جامع ضرائب. وبعد حصارهم القسطنطينية لمدة ستة أشهر، نجحوا بأخذ القسطنطينية بقيادة ثيودوسيوس الذي عين امبراطورًا. مما أجبر هذا الإمبراطور المخلوع أناستاسيوس للفرار إلى نيقية، وكان مضطرًا في نهاية المطاف أن يعترف بالإمبراطور الجديد في 716م وتقاعد إلى الدير في تسالونيكي.

## ثورته وموته
في سنة 719م، قام أناستاسيوس بقيادة ثورة ضد ليو الثالث، الذي كان قد نجح في خلع ثيودوسيوس الثالث وتوليه الحكم، وتلقى اناستاسيوس دعمًا كبيرًا، بما في ذلك المساعدة المقدمة من ترفل البلغاري. إلا أن المؤرخ تيوفان المعرف، الذي يقدم هذه المعلومات، يخلط الخان ترفل مع خليفته كورميزي، لذلك ربما كان أناستاسيوس متحالف مع الحاكم الأصغر سنًا وهو كورميزي. على أي حال، تقدمت قوات المتمردين بقيادة اناستاسيوس على القسطنطينية. لكن فشلت الثورة، وسقط أناستاسيوس بنفسه في أيدي الإمبراطور ليو الذي نفذ فيه حكم الإعدام فيه سنة 719م.
| قبله: فيليبيكوس باردانيس | الأباطرة البيزنطيون 713-715 | بعده: ثيودوسيوس الثالث |

## مواضيع مرتبطة
- الإمبراطورية البيزنطية
- قائمة الأباطرة الرومان